# 小行星3638
小行星3638（3638 Davis）是一颗绕太阳运转的小行星，为主小行星带小行星。该小行星于1984年11月发现。

## 轨道参数
小行星3638的轨道半长轴为3.0134221 UA，离心率为0.075。